# Joseph Yves Manigault-Gaulois
Joseph Yves Manigault-Gaulois, né le 14 avril 1770 à La Flèche dans la Anjou et mort le 16 janvier 1809 à la bataille de La Corogne, en Espagne, est un général français de la Révolution et de l’Empire.

## Biographie

### Jeunesse
Joseph Yves Manigault-Gaulois naît le 14 avril 1770 à La Flèche. Son père, Joseph Mathurin Manigault, issu d'une famille d'artisans, y exerce la profession d'aubergiste. Sa mère, Anne François, est la sœur de René François-Primaudière, avocat à Sablé et qui deviendra député de la Sarthe à l'Assemblée législative puis à la Convention sous la Révolution française. Joseph Yves est baptisé le jour même de sa naissance en l'église Saint-Thomas. Sa mère meurt alors qu'il n'a que deux ans et son père se remarie à une Fléchoise, Marie Rosière. Joseph Yves est d'abord élève au « Petit Collège », puis très certainement au Collège Henri-IV de La Flèche, tenu par les Pères doctrinaires, en qualité d'externe,.
Après le décès de son père en 1781, il est placé sous la protection de son oncle, René François-Primaudière. C'est par son intermédiaire qu'il intègre dès les premiers temps de la Révolution française, en juillet 1789, il intègre la Garde nationale de Sablé,.

### Du sergent-major au général de brigade
Joseph Yves Manigault-Gaulois entre le 11 août 1791 comme sergent-major dans le 1er bataillon de volontaires de la Sarthe. Son engagement est salué par sa hiérarchie et c'est ainsi qu'à la fin de l'année 1791, le commandant du bataillon sollicite sa promotion au grade de sous-lieutenant, « qu'il mérite par ses mœurs, son éducation et son intelligence pour le service ». Ainsi, Joseph Manigault gravit rapidement les échelons. En 1792, il est nommé successivement sous-lieutenant le 1er avril et lieutenant le 5 novembre au 45e régiment d'infanterie de ligne, avec qui il sert dans l'Armée du Nord puis celle de la Moselle,. L'année suivante, il est nommé capitaine dans le même régiment le 5 septembre 1793, puis capitaine de grenadiers le 7 novembre. Le 29 mars 1794, il est nommé adjudant-général chef de bataillon par les représentants en mission dans les départements de la Mayenne et d'Ille-et-Vilaine, dans le but de lutter contre le soulèvement des Chouans, et confirmé dans ce grade le 30 octobre suivant. Là encore, ses supérieurs vantent ses mérites, saluant un soldat qui « s'est toujours distingué dans toutes les affaires où s'est trouvé le bataillon » et qui « a toujours donné des preuves de son amour pour la Révolution et d'un attachement inviolable pour la République. ». Sa carrière l'amène à servir dans différents lieux : à l'Armée des Pyrénées Orientales en 1795, à celle de Sambre-et-Meuse la même année après avoir obtenu le grade d'adjudant-général chef de brigade le 13 juin, puis dans l'Armée d'Allemagne deux ans plus tard.
Il est notamment très proche du général Marceau, qu'il sert jusqu'à sa mort lors de la bataille d'Altenkirchen. Au cours de cette campagne, après être entré à Coblence, il se signale par un geste de générosité en sauvant de la mort trois émigrés, qui avaient été ses camarades de collège, en leur procurant des passeports pour qu'ils puissent s'évader de la ville. À la même époque et dans la même région, il s'oppose au pillage d'un couvent de moines, ce qui conduit le supérieur du monastère à lui offrir une voiture attelée de quatre chevaux en guise de récompense. Manigault-Gaulois accepte mais revend aussitôt la voiture et les chevaux pour en distribuer le prix aux soldats sous son commandement.
Appelé par le général Moreau, qui avait apprécié ses talents et sa bravoure, il prend le commandement de la 1re demi-brigade d'infanterie légère le 13 novembre 1797, avec laquelle il fait les campagnes de l'an VI à l'an XI, aux armées du Danube, d'Helvétie, des Grisons, d'Italie et de Naples. Il se signale notamment à la bataille de Feldkirch le 15 juillet 1800, puis est promu général de brigade le 29 août 1803. Il devient membre de la Légion d’honneur le 11 décembre 1803.

### Général de l'Empire

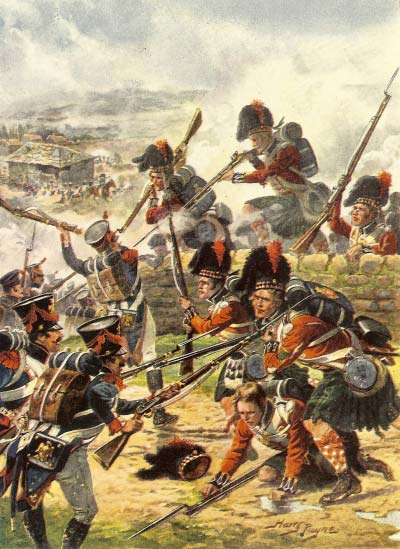
Des fantassins français aux prises avec des Highlanders écossais lors de la bataille de La Corogne. Le général Gaulois est mortellement blessé par une balle au cours de l'action.

Mis en disponibilité, il est employé le 5 avril 1804 dans la 19e division militaire, avant d'être élevé au grade de commandeur de la Légion d’honneur le 14 juin suivant. Le 29 octobre 1804, il est envoyé à Toulon, et le 10 décembre, il embarque à bord du vaisseau Le Neptune prévu à destination de Saint-Domingue. Le 19 mai 1805, il prend le commandement du département du Pô. Le 4 mai 1807, il assume les responsabilités de chef d'état-major général de la 3e légion de réserve. Le 23 février 1808, il sert à la division d’observation des Pyrénées occidentales. Il reçoit alors l’ordre de se porter sur La Corogne, afin de rejeter les Anglais à la mer. Commandant l’avant-garde de la division Mermet, il est blessé mortellement le 16 janvier 1809 lors de la bataille de La Corogne.

## Famille
Fils de Joseph Manigault-Gaulois et d'Anne François de La Primaudière, Joseph Yves Manigault-Gaulois a été baptisé à La Flèche, en la paroisse Saint-Thomas le 14 avril 1770, jour de sa naissance. Son parrain a été Yves François de La Primaudière (v. 1712-1776), son grand-père maternel, officier de la maréchaussée et sa marraine Marie Touzé, sa grand-mère paternelle, épouse de feu Mathurin Manigault.
Marié à Angers (2e arrondissement) le 28 prairial an XI (17 juin 1801) avec sa cousine germaine, Marie-Charlotte François de La Primaudière (1781-1849), fille unique de René François de La Primaudière (1751-1816), ancien conventionnel, ex-membre du Conseil des Anciens et de Marie Géré de La Nousselière (1755-1781). De cette union sont nés trois fils :
- Jules (1803-1803).
- Jules (1804-1876), premier Baron Manigault-Gaulois.
- Charles-Joseph (1808-1808).

## Hommages
Napoléon, pour rendre hommage à sa mémoire, confère au fils du général le titre de baron de l’Empire par lettres patentes du 14 août 1813, et y joint une dotation de 4 000 francs sur les domaines du Hanovre.